# Norwegian Pearl
Die Norwegian Pearl ist ein bei der Meyer Werft in Papenburg gebautes Kreuzfahrtschiff der Panamax-Größe, das für Reederei Norwegian Cruise Line fährt. Es handelt sich um das dritte Schiff der Jewel-Klasse.

## Geschichte

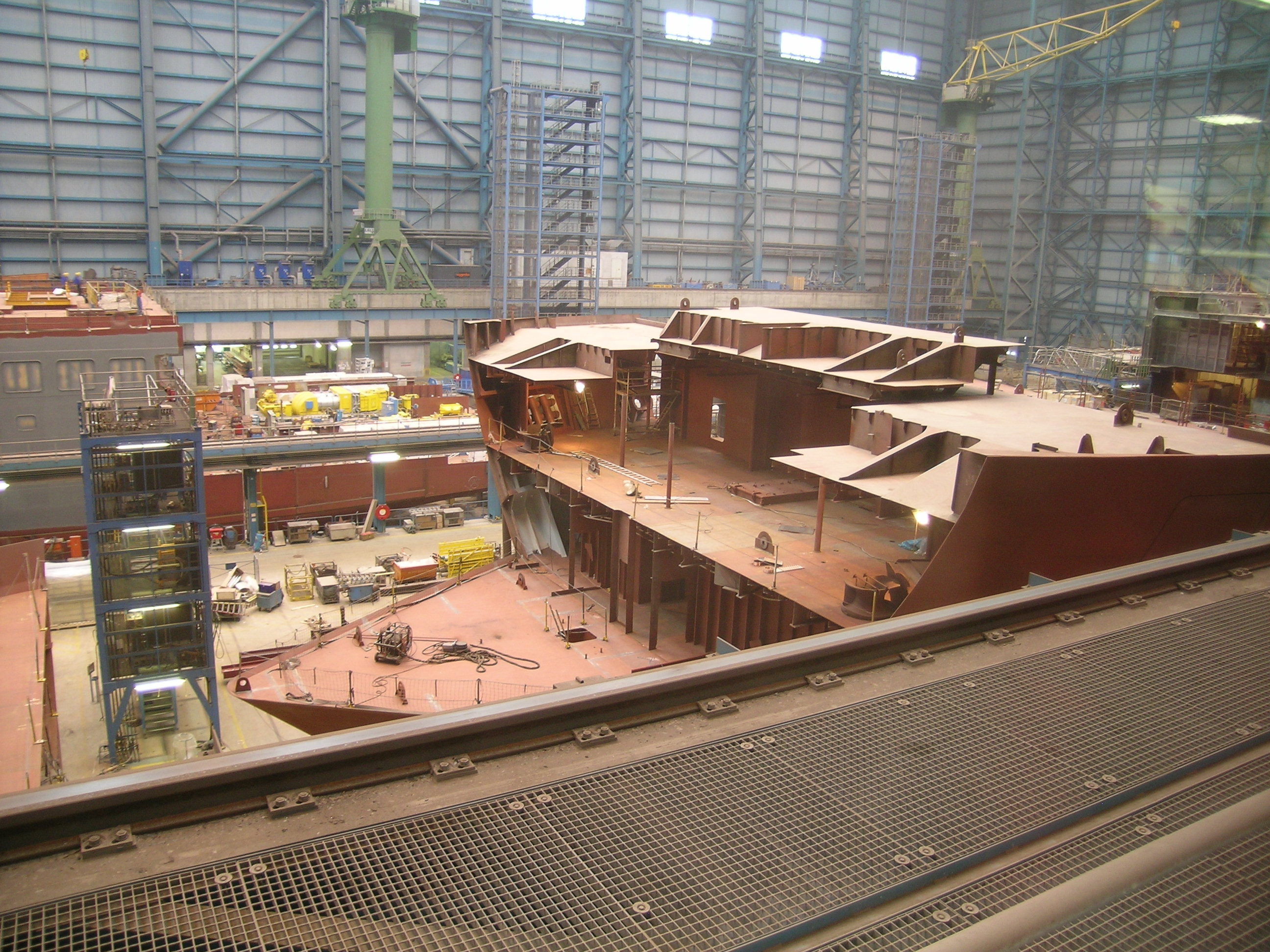
Die Norwegian Pearl im Bau bei der Meyer Werft, Produktionsstand April 2006

Die Norwegian Pearl wurde im Dezember 2004 von der Norwegian Cruise Line bei der Meyer Werft mit geplanter Ablieferung im Februar 2007 bestellt.

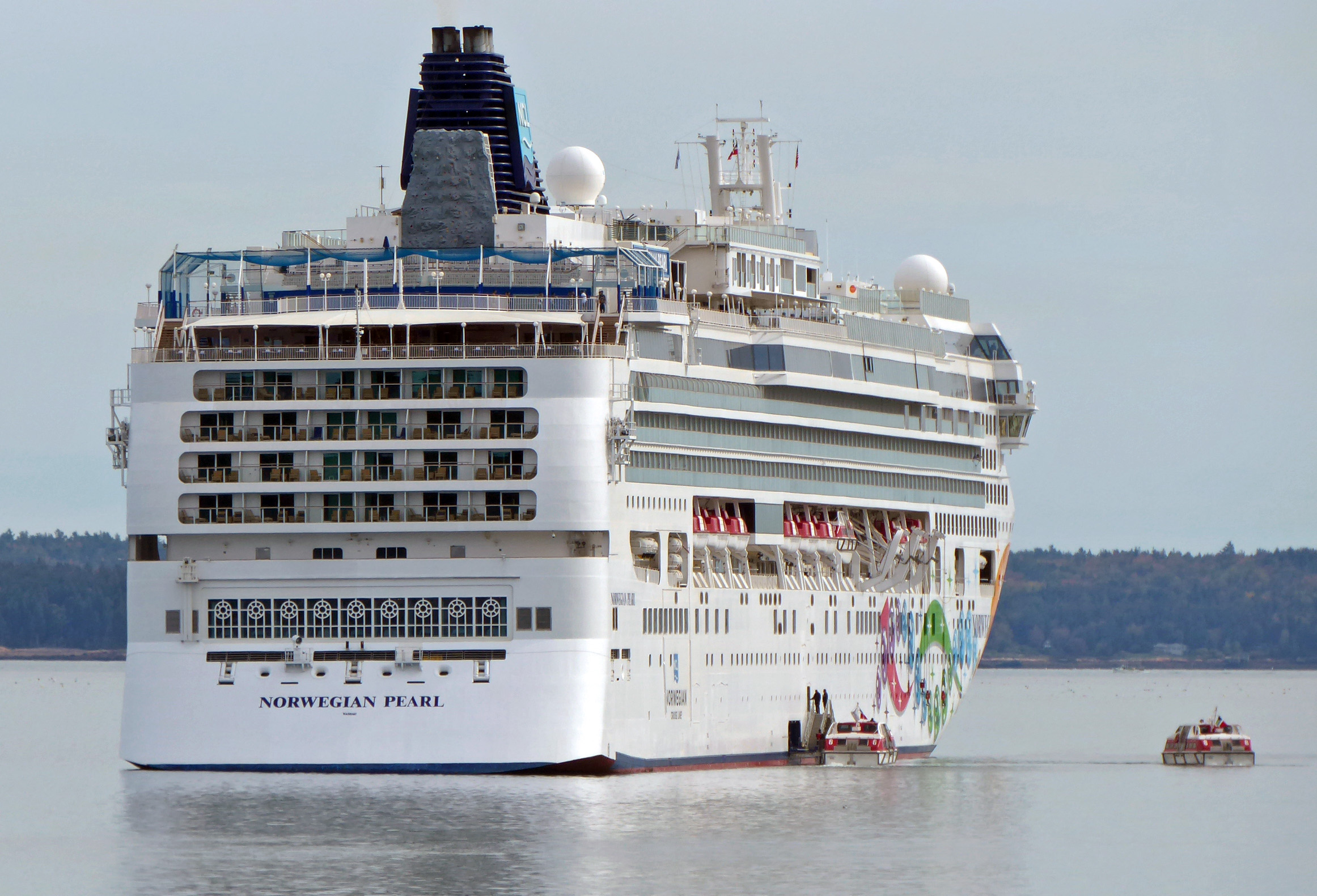
Heckansicht der Norwegian Pearl

Nach dem Bau wurde das Schiff wurde am 7. November 2006 über die Ems von Papenburg nach Eemshaven (NL) überführt Zuvor war die Ems mittels des Emssperrwerks auf etwa einen Meter über MThw, 2,7 Meter über Normalhöhennull aufgestaut worden. Hierfür wurde das Emssperrwerk am Mittag des 6. November 2006 geschlossen, ehe das Schiff um 20:00 Uhr Papenburg verließ. Am 7. November gegen 3:00 Uhr machte das Schiff an der Schiffsliegestelle in Oldersum fest und passierte um 12:00 Uhr das Emssperrwerk. Die Fahrt von Papenburg bis zur Passage des Emssperrwerks dauerte rund 16 Stunden.
Am 28. November 2006 wurde die Norwegian Pearl in Eemshaven an die Reederei NCL übergeben.
Ihre Jungfernfahrt fand am 30. November 2006 von Rotterdam (NL) nach Southampton (GB) statt. Von Southampton aus fand am 2. Dezember 2006 die 9 Tage andauernde Überquerung des Atlantiks ins US-amerikanische Miami, dem späteren Basishafen des Schiffes, statt.
Am 16. Dezember 2006 wurde es in Miami getauft; Taufpatin war die amerikanische Talk Show-Moderatorin Rosie O’Donnell.

## Einsatz

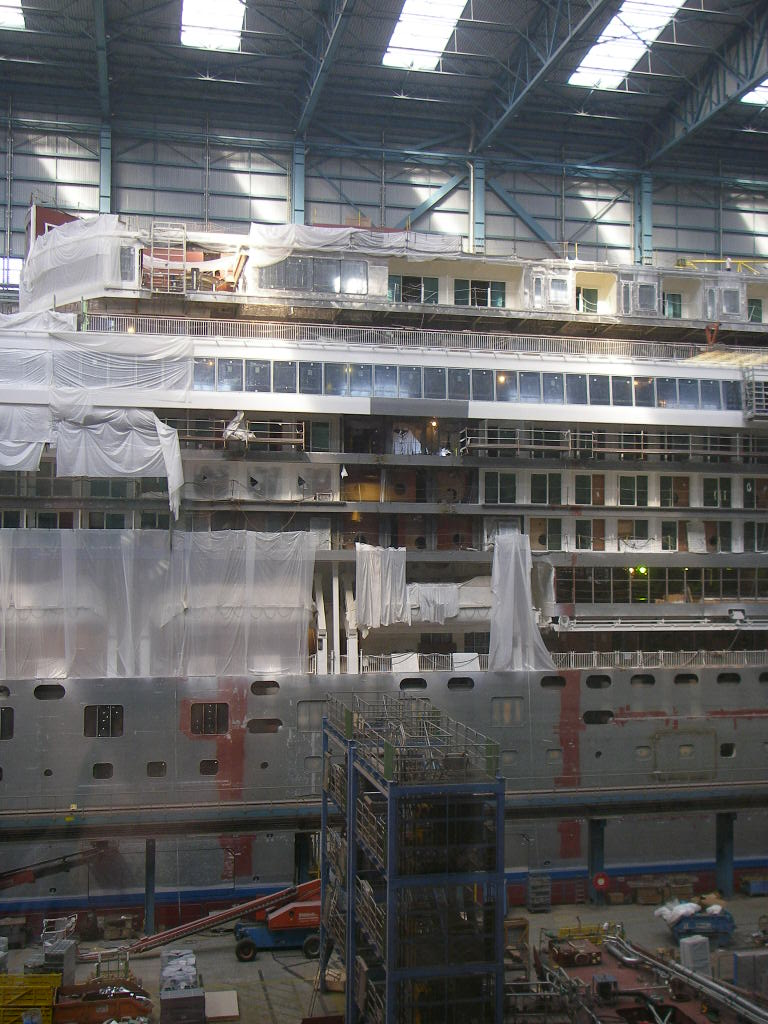
Die Norwegian Pearl im Bau bei der Meyer Werft, Produktionsstand August 2006

Die Norwegian Pearl fährt im Winter ab Miami in die Karibik, im Sommer ab Seattle nach Alaska.

## Technische Details
- Auf dem gesamten Schiff wurde Farbe mit einem Gesamtgewicht von rund 220 Tonnen aufgetragen
- Die Meyer Werft verlegte rund 2.000 Kilometer Kabel auf dem Schiff
- Auf dem Schiff sorgen rund 200 Kilometer Rohrleitungen für die optimale Abfertigung von Wäsche, Frisch- und Abwasser
- Es ist das größte je gebaute Schiff der Panamax-Größe
- Es gibt noch drei Schwesterschiffe: Die Norwegian Jewel, die Norwegian Jade und die Norwegian Gem.

## Trivia
- Am 10. Januar 2006 um 0:12 Uhr MEZ kollidierte der Schlepper Ems Tug, der den Emsponton 7 schleppte, in der Elbmündung aus dem Nord-Ostsee-Kanal kommend mit der Frachtfähre  Tor Dania.[14] Der Schlepper verlor den Ponton, der ein zwölf Meter langes Loch in der Außenwand der Tor Dania verursachte. Dabei verlor der Ponton, der mehrere Sektionen geladen hatte, darunter den Schornstein, eine 32 Meter lange, 16 Meter breite, 4 Meter hohe und 70 Tonnen schwere Sektion für die Norwegian Pearl, die im Auftrag der Meyer Werft bei Aluship in Danzig gebaut worden war. Sie versank im 20 Meter tiefen Wasser.[15][16]
- Im Vorfeld der ursprünglich am 4. November 2006 angesetzten Überführung des Schiffes über die Ems wurde die 380-kV-Ems-Freileitungskreuzung bei Weener abgeschaltet. Die Abschaltung der Leitung belastete das nordwestdeutsche Stromnetz zu stark und war damit Auslöser eines Stromausfalls in weiten Teilen Westeuropas, infolgedessen bis zu 12 Millionen Menschen etwa eine halbe Stunde ohne Strom waren. Das Schiff konnte Papenburg an diesem Tag nicht verlassen.[17] Zuvor war bereits  die Ems mittels des Emssperrwerks zwecks Überführung aufgestaut worden. Der Staufall musste abgebrochen werden.[18]
- Am 14. April 2010 passierte dieses Kreuzfahrtschiff den Panamakanal. Mit 375.000 Dollar war dies die höchste Kanalgebühr aller Zeiten. Der Preis wird nach Gewicht und Größe eines Schiffes bestimmt und beträgt im Schnitt 52.000 Dollar.[19]
- Im September 2022 legte das Schiff mit über 30 Stunden Verspätung und geänderter Routenführung in Quebec ab. Grund dafür war die Extremwetterlage durch den Hurrikan Fiona.